# Polypedilum scalaenulus
Polypedilum scalaenulus är en tvåvingeart som först beskrevs av Edwards 1932.  Polypedilum scalaenulus ingår i släktet Polypedilum och familjen fjädermyggor. Inga underarter finns listade i Catalogue of Life.